# Ambrozijn (folkgroep)
Ambrozijn was een Gentse folkgroep. Wanneer ze op een folkbal speelden, noemen ze zich Balbrozijn. Wanneer ze een stomme film begeleidden, speelden ze onder de naam Filmbrozijn.

## Historiek
De groep werd in 1996 gevormd in het Gentse café Den Hemel door Tom Theuns (gitaar), Wouter Vandenabeele (viool), Wim Claeys (trekzak), Soetkin Collier en Jo Van Bouwel (beide zang). Ze begonnen met het bewerken van "traditionele volksmelodieën", maar vervolgens schreven ze ook eigen nummers. Op 16 januari 1997 traden ze voor het eerst op in folkclub 't Eynde in Belsele met bewerkingen van traditionele volksmelodieën.
In de loop van 1997 verving Ludo Vandeau de originele stemmen tot hij de groep in 2004 verliet. Ambrozijn vervelde tot een trio met Tom Theuns op zang en gastzangers als Sylvie Berger, Eva De Roovere, Vera Coomans en Gabriel Yacoub. In 2003 won Ambrozijn de Klara publieksprijs voor het album Kabonka.
Eind 2007 werd de groep stopgezet na een slottournee die werd ingezet in De Centrale op 15 december.

## Discografie
- 1998: Ambrozijn (Wild Boar Music)
- 2000: Naradie (Virgin Music Belgium)
- 2002:  Kabonka (Wild Boar Music) met Sylvie Berger (zang)
- 2003:  De Hertog van Brunswyk (Eufoda, 2003) met Paul Rans
- 2004: Botsjeribo (Kloef Music) met Eva De Roovere (backing vocals)
- 2006: Krakalin (Homerecords) met Vera Coomans en Gabriel Yacoub (zang)
- 2007: 10 jaar and Strings (live) (Homerecords)